# یو۴۶۶۱۹
یو۴۶۶۱۹ (به انگلیسی: U46619) با فرمول شیمیایی C۲۱H۳۴O۴ یک ترکیب شیمیایی با شناسه پاب‌کم ۵۳۱۱۴۹۳ است. که جرم مولی آن ۳۵۰٫۴۹ g/mol می‌باشد. 